# Gentsesteenweg

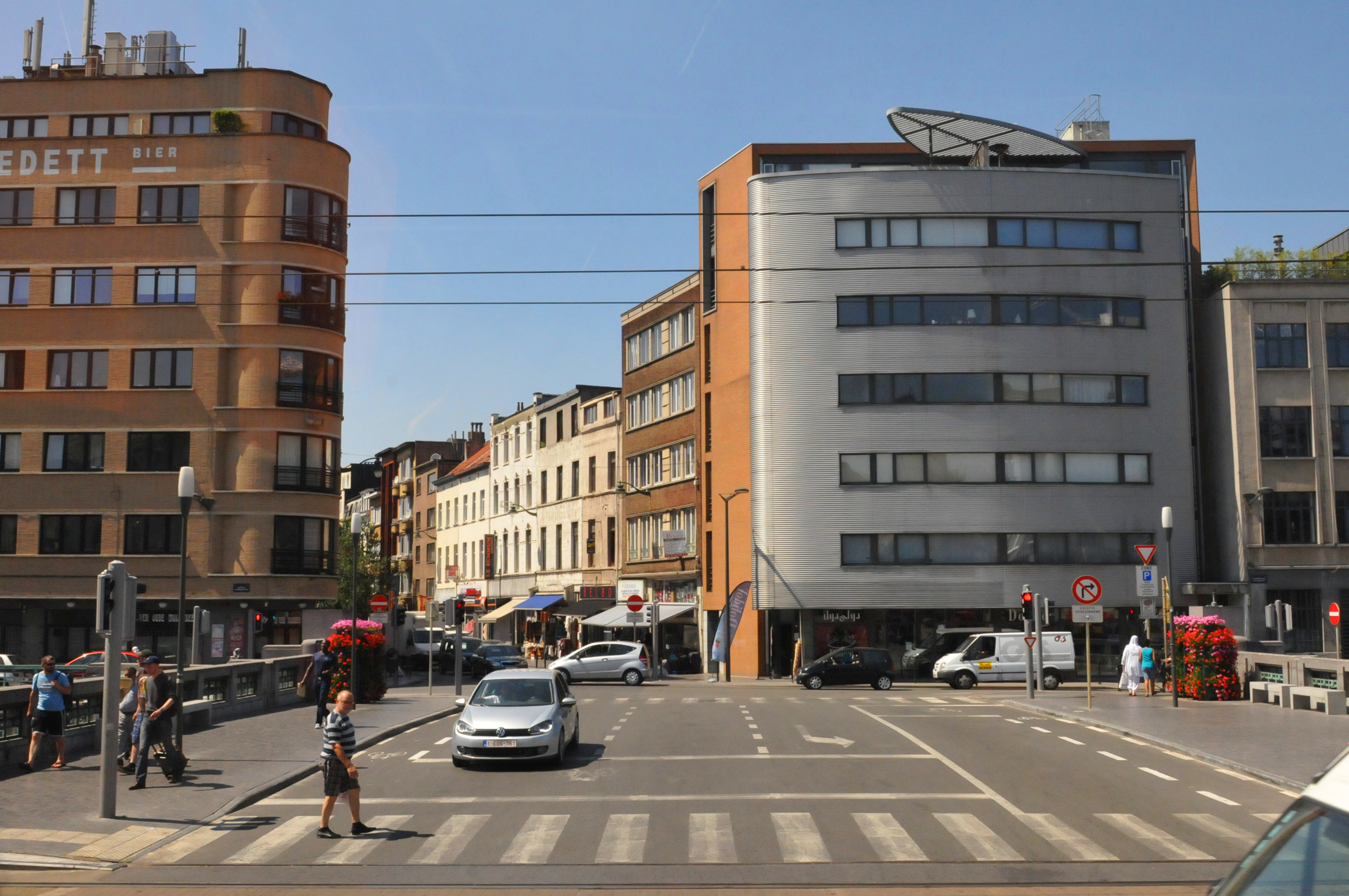
Begin van de Gentsesteenweg, voorbij de Vlaamsepoortbrug.

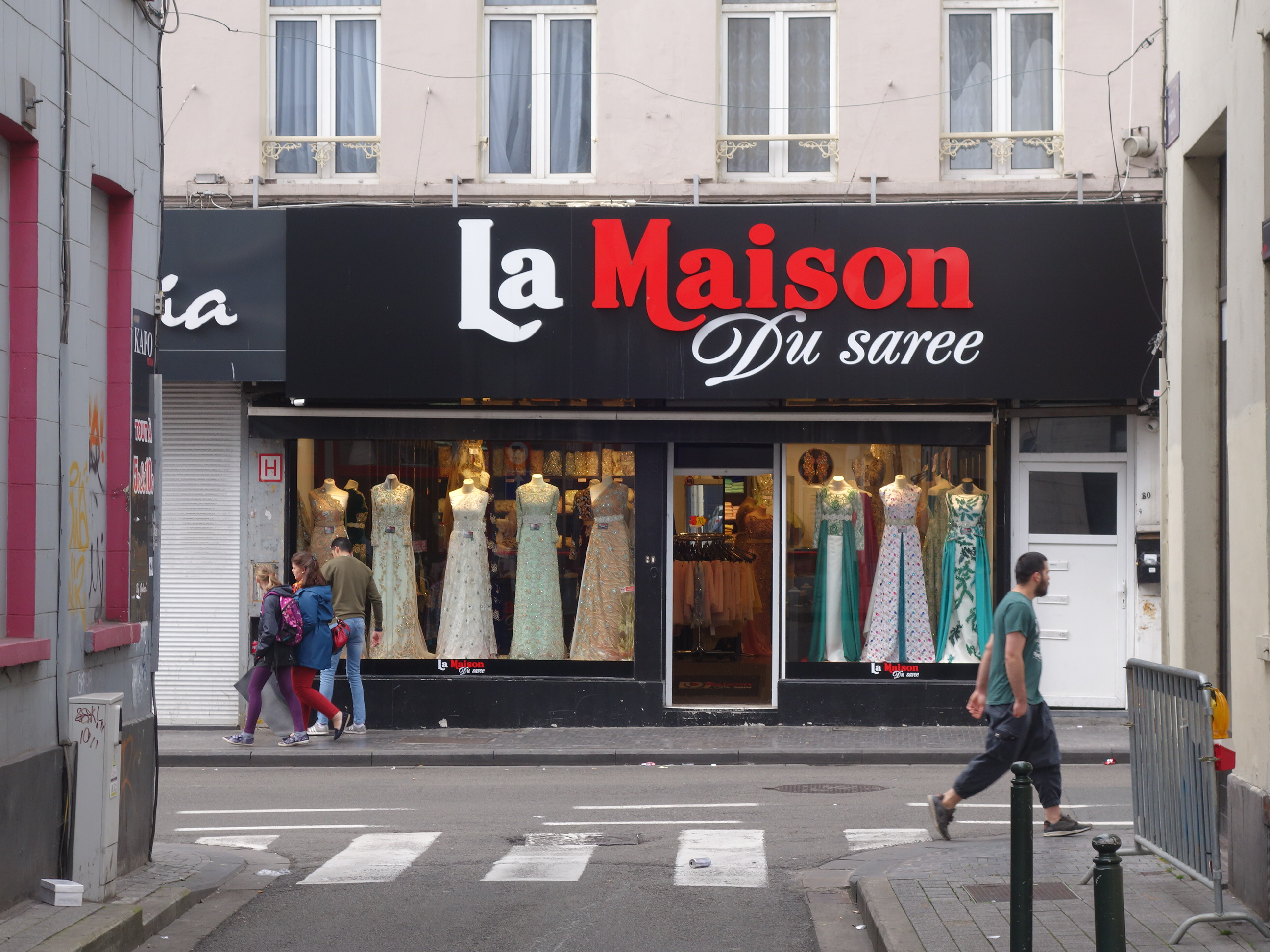
Een van de Maghrebijnse meubel- en kledingzaken

De Gentsesteenweg (Frans: chaussée de Gand) is een lange verkeersader in Brussel. De invalsweg vormt het begin van de N9, die vanaf Groot-Bijgaarden de naam Brusselsesteenweg krijgt.

## Geschiedenis
Het traject van de Gentsesteenweg is deel van de eeuwenoude handelsweg Brugge-Keulen. Hij liep de stad binnen langs de Vlaamsepoort.

## Situering
De steenweg begint aan de Vlaamsepoort, voorbij de Kleine Ring en het kanaal Charleroi-Brussel, op grondgebied Sint-Jans-Molenbeek. Op een bochtig traject loopt hij in ruwweg noordwestelijke richting naar Sint-Agatha-Berchem (op een klein stuk Koekelberg na aan één straatzijde, nr. 197-341).

## Administratieve kronkels
De huisnummering langs de Gentsesteenweg loopt op tot 1444 en is continu, ondanks het overschrijden van gemeentegrenzen. De officiële Nederlandse naam verschilt naargelang de gemeente. Dit leidt op een gedeeld stuk tot de bizarre situatie dat de straat aan Molenbeekse kant Steenweg op Gent heet en aan Koekelbergse kant Gentsesteenweg.

## Gebouwen en pleinen
Aan de Gentsesteenweg liggen onder meer:
- het metrostation Zwarte Vijvers
- het metrostation Ossegem
- de begraafplaats van Sint-Jans-Molenbeek
- het station Sint-Agatha-Berchem
- het Albert Schweitzerplein

## Voetnoten
1. ↑  Langs wegen van steen: Gentsesteenweg, Brussel Deze Week, 10 augustus 2008